# Semboku série 7020
La série 7020 Semboku (大阪府都市開発7020系電車, Ōsakafutoshikaihatsu 7020-kei densha) est un modèle de train de banlieue en unité multiple exploité par l' opérateur ferroviaire privé Semboku Rapid Railway,filiale de Nankaï, sur la ligne Semboku , dans la banlieue sud d'Osaka, au Japon. Elle opère sur la même ligne que les Séries 5000 et 7000 du même opérateur.

## Aperçu
Il s'agit du premier nouveau modèle en 11 ans pour le développement urbain de la préfecture d'Osaka (Semboku Rapid Railway), fabriqué depuis 2007 pour remplacer le matériel roulant de la première série 3000, qui avait environ 30 ans .Kawasaki Heavy Industries a continué à être chargé de la fabrication. Sur la base de la série 7000 existante, des modifications de conception détaillées ont été apportées. De plus, depuis qu'elle a été transférée au Semboku Rapid Railway du groupe Nankai en 2014, cette série est devenue le dernier nouveau matériel roulant dans la préfecture d'Osaka.

## Caractéristiques
Le contrôleur de l'onduleur VVVF est passé de la série 7000 d'un 3 niveau-IGBT à un 2 niveau-IGBT compatible avec les freins électriques purs(régénératif et dynamiques combinés) .
Le prix est de 900 millions de yens pour un train de 6 voitures (environ 150 millions de yens par voiture).
L'intérieur de la voiture est basé sur la voiture conventionnelle, mais des améliorations ont également été apportées à divers endroits. Les changements sont les suivants.
- La largeur d'assise par personne est passée de 440 mm conventionnelle à 460 mm.
- Changement du système d'information des passagers du type LED conventionnel au type d' affichage LCD . L'affichage est similaire à celui de la série Odakyu 4000
- La moquette rouge des sièges a été remplacée par une moquette à motifs violets et la couleur de la moquette de siège prioritaire a été modifiée du gris conventionnel à l'orange plus voyant.
- Le verre de la fenêtre est passé du bronze au vert foncé et le verre résistant aux UV a été adopté.

## Formations
En mars 2017, 18 voitures au total sont inscrites et en service, dont 2 trains de 6 voitures, 1 train de 4 voitures et 1 train de 2 voitures.
Le rame à 4 voitures peut être combinée avec la série 7000.
- Formation à 6 voitures

|                |                |               |                       |                                                                                 |               |                |            |           |
| Formation      | Kuha7520 (Tc1) | Moha7020 (M1) | Moha7120 (M2)         | Saha7620 (T)                                                                    | Moha7220 (M3) | Kuha7520 (Tc2) | Livraison  | Remarques |
| Numéro de rame | 7521           | 7021          | 7121                  | 7621                                                                            | 7221          | 7522           | 19/04/2007 |           |
| Numéro de rame | 7523           | 7022          | 7122                  | 7622                                                                            | 7222          | 7524           | 28/03/2008 |           |
| Remarques      |                |               | Climatisation allégée | Si la formation est composée de 8 voitures la voiture 4 est reservée aux femmes |               |                |            |           |

- Formation à 4 voitures

|                     |                |               |                       |                                                                                 |            |
| Formation           | Kuha7520 (Tc1) | Moha7020 (M1) | Moha7120 (M2)         | Kuha7520 (Tc2)                                                                  | Livraison  |
| numéro de Formation | 7525           | 7023          | 7123                  | 7526                                                                            | 28/03/2008 |
| Remarques           |                |               | Climatisation allégée | Si la formation est composée de 8 voitures la voiture 4 est reservée aux femmes |            |

- Formation à 2 voitures

|                     |               |                 |            |
| 形式                | Kuha7571 (Tc) | Kumoha7772 (Mc) | Livraison  |
| numéro de Formation | 7571          | 7772            | 28/03/2008 |

Information: 
- MoHa ou Moha (モハ) →Motrice sans cabine
- SaHa ou Saha (サハ) →Remorque sans cabine
- KuHa ou Kuha (クハ) →Remorque avec cabine
- KuMoHa ou Kumoha (クモハ) →Motrice avec cabine

## Galerie de photographies

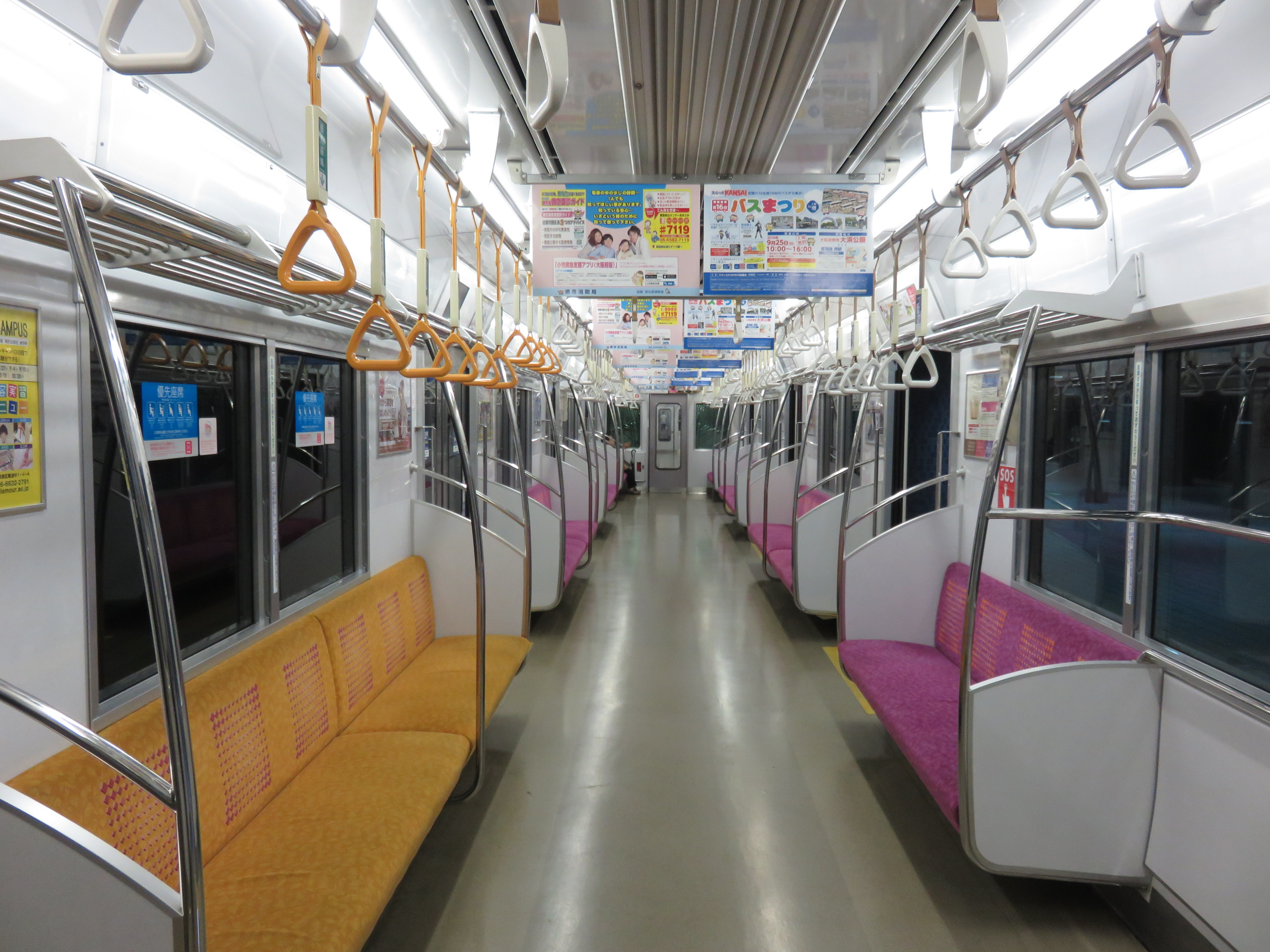
interieur serie 7020
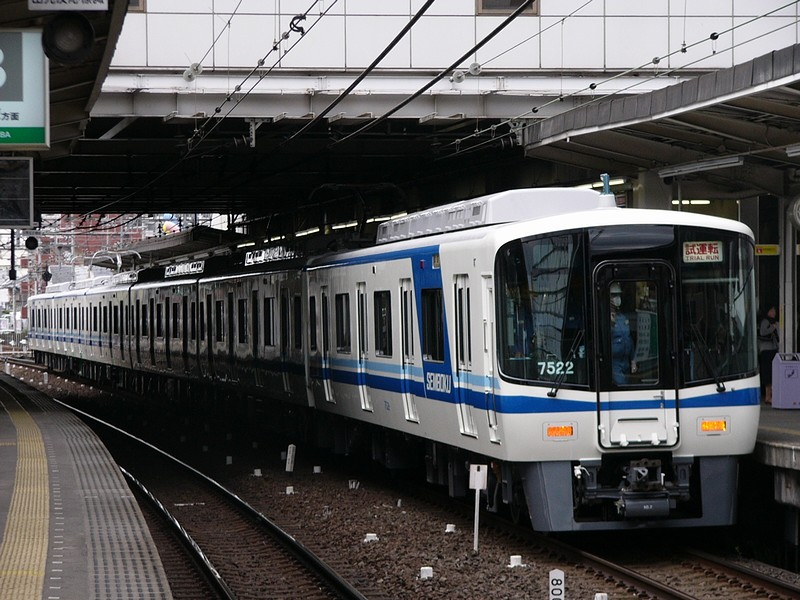
serie 7020
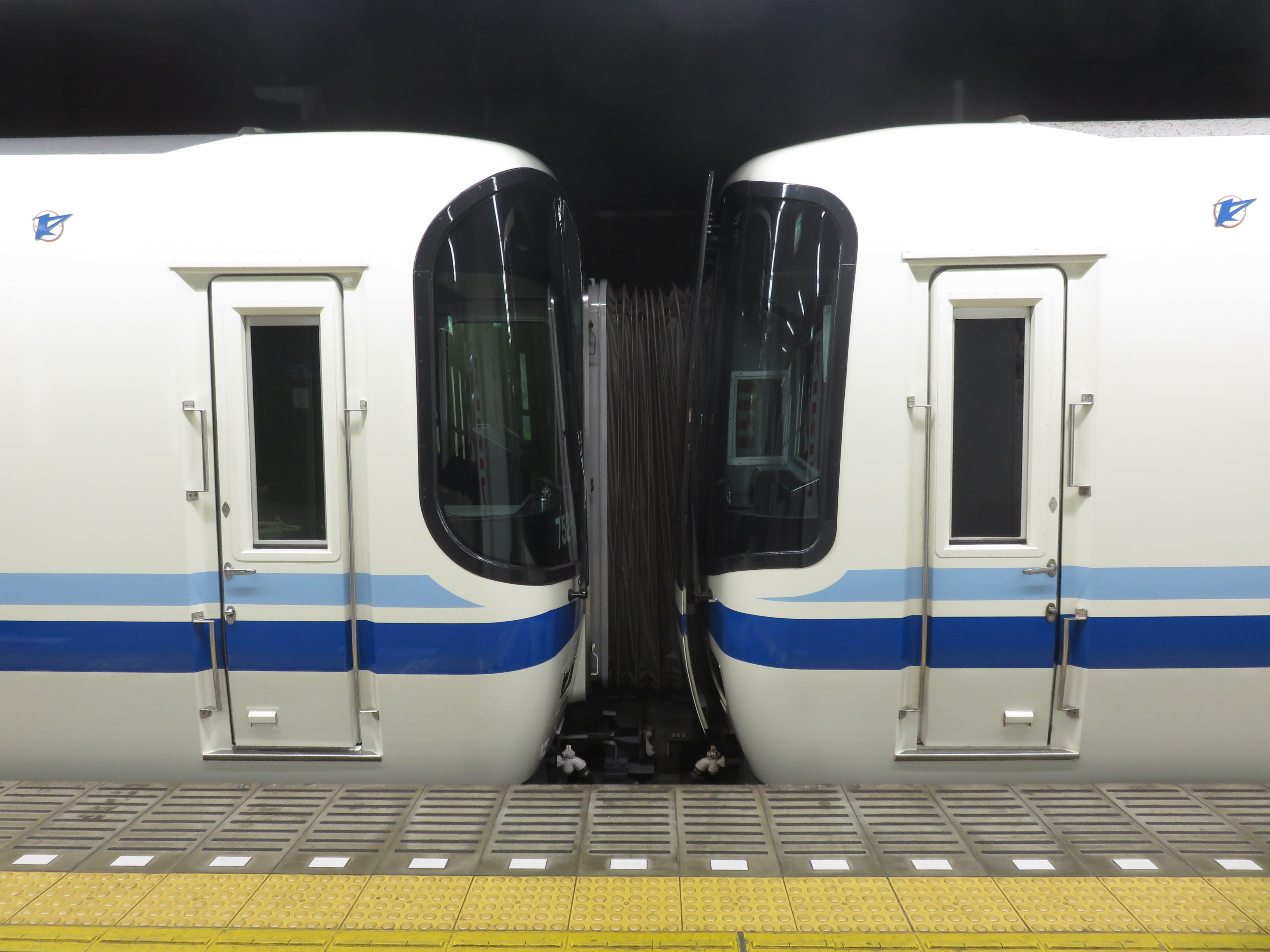
une serie 7020 (gauche) et 7000 accouplées
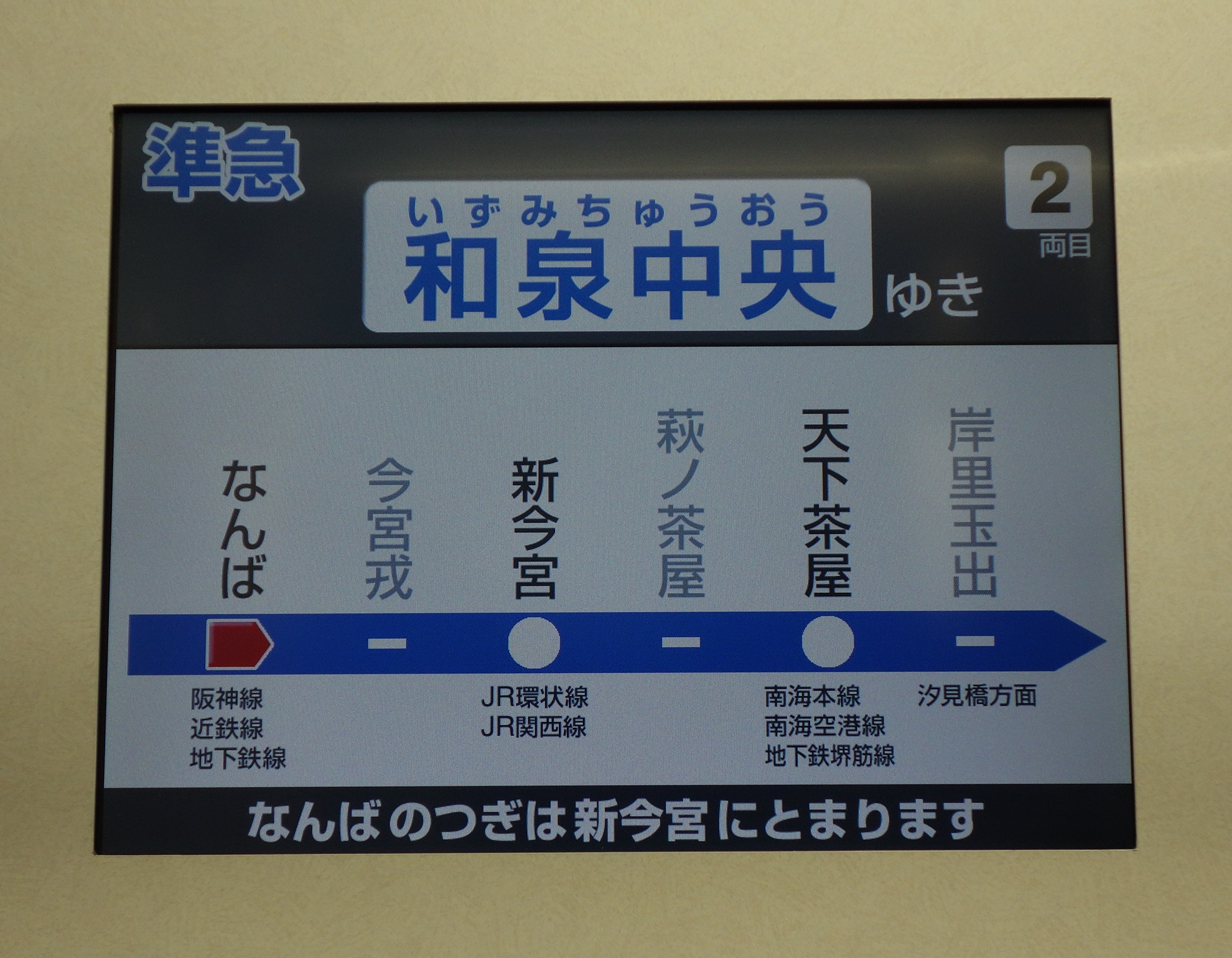
Ecrans LCD